# Cleveit

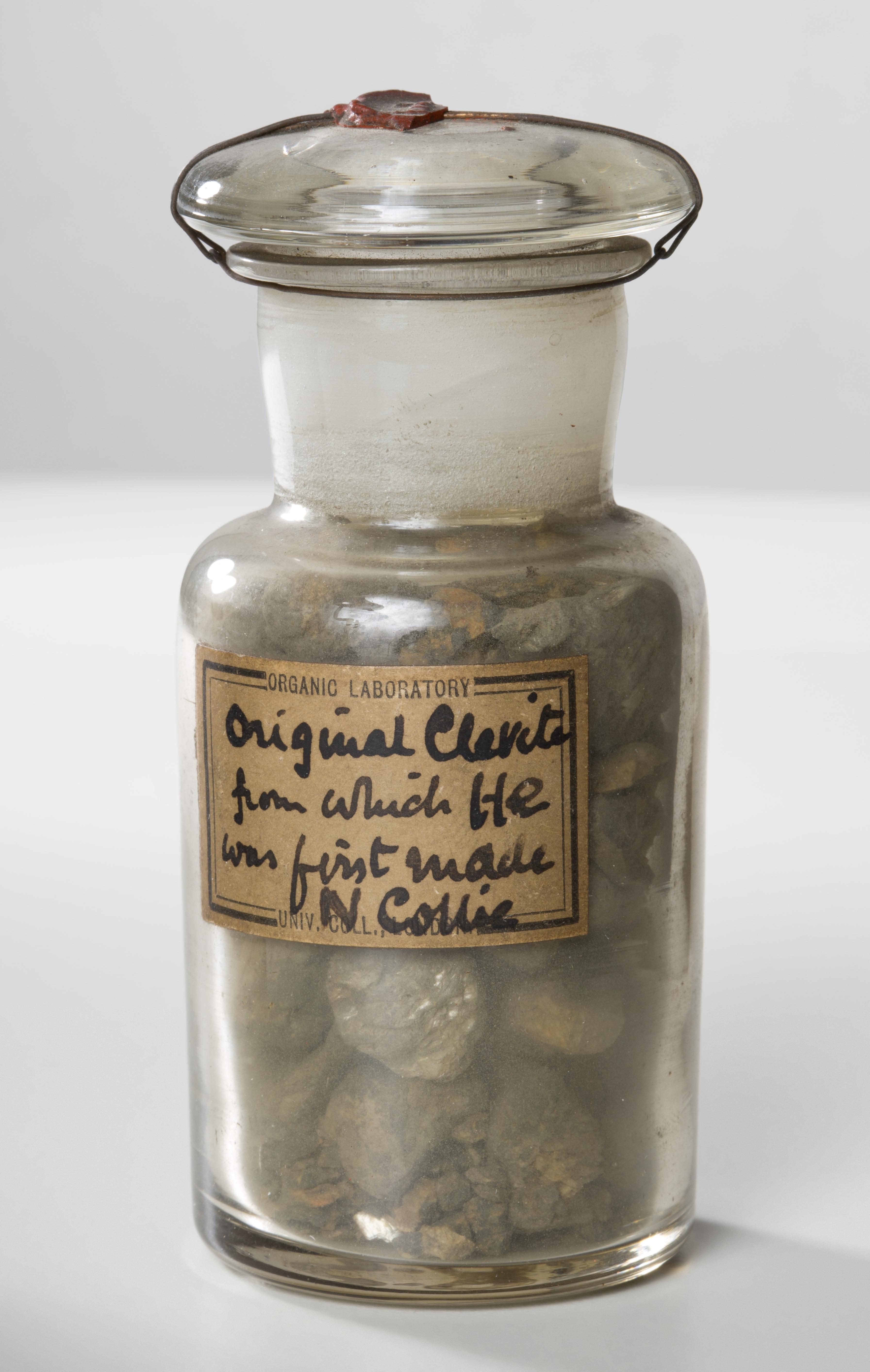
Cleveit-prov (35321726345)

Cleveit är en lantanidrik varietet till uraninit, funnen i Norge, som förutom urandioxid innehåller upp till 10 procent lantanoider plus torium, bly och vatten. Den är uppkallad efter den svenske kemisten Per Teodor Cleve.
Cleveit var den första kända källan för jordbunden helium, vilket skapas över tiden genom alfasönderfall av uran och som ackumuleras och fångas i mineralet. Det första provet med helium erhölls av William Ramsay år 1895 då han behandlade ett prov av mineralet med syra. Cleve och Abraham Langlet lyckades isolera helium från cleveit runt samma tid.